# Понтіві (округ)
Округ Понтіві (фр. Arrondissement de Pontivy) — округ у Франції, в департаменті Морбіан. 2023 року округ об'єднував 92 муніципалітети, населення становило 155 897 осіб.
Адміністративний центр (супрефектура) — Понтіві.

## Муніципалітети
Список муніципалітетів округу та їхні коди INSEE:
1. Берне (56014)
2. Біййо (56019)
3. Біньян (56017)
4. Бо (56010)
5. Бреан (56024)
6. Бриньяк (56025)
7. Бюлеон (56027)
8. Валь-д'Уст (56197)
9. Гегон (56070)
10. Геенно (56071)
11. Гельта (56072)
12. Гемене-сюр-Скорфф (56073)
13. Генен (56074)
14. Герн (56076)
15. Гільє (56080)
16. Гіскрифф (56081)
17. Гіяк (56079)
18. Гурель (56065)
19. Гурен (56066)
20. Евеллі (56144)
21. Евриге (56056)
22. Еллеан (56082)
23. Жосселен (56091)
24. Кампенеак (56032)
25. Кергрі (56093)
26. Кернаскледан (56264)
27. Керфурн (56092)
28. Клегерек (56041)
29. Конкоре (56043)
30. Креден (56047)
31. Крюгель (56051)
32. Ла-Гре-Сен-Лоран (56068)
33. Ла-Круа-Еллеан (56050)
34. Ла-Триніте-Порое (56257)
35. Ла-Шапель-Нев (56039)
36. Ланвенежан (56105)
37. Лангоелан (56099)
38. Лангонне (56100)
39. Лантіяк (56103)
40. Ле-Круасті (56048)
41. Ле-Сен (56201)
42. Ле-Сурн (56246)
43. Ле-Фауе (56057)
44. Ліньоль (56110)
45. Локмало (56113)
46. Локміне (56117)
47. Луая (56122)
48. Мальгенак (56125)
49. Мелан (56131)
50. Мельран (56128)
51. Менеак (56129)
52. Монтертело (56139)
53. Моон (56134)
54. Мореак (56140)
55. Морон (56127)
56. Мустуар-Ак (56141)
57. Неан-сюр-Івель (56145)
58. Нельяк (56146)
59. Нуаяль-Понтіві (56151)
60. Перскан (56156)
61. Плегриффе (56160)
62. Плоердю (56163)
63. Плоермель (56165)
64. Плуре (56170)
65. Плюмелек (56172)
66. Плюмелен (56174)
67. Плюмельйо-Б'єзі (56173)
68. Понтіві (56178)
69. Призьяк (56182)
70. Раденак (56189)
71. Регіні (56190)
72. Роан (56198)
73. Рудуаллек (56199)
74. Сегльян (56242)
75. Сен-Бартелемі (56207)
76. Сен-Бріє-де-Морон (56208)
77. Сен-Гоннері (56215)
78. Сен-Жан-Бревеле (56222)
79. Сен-Жеран-Круасанвек (56213)
80. Сен-Карадек-Трегомель (56210)
81. Сен-Лері (56225)
82. Сен-Мало-де-Труа-Фонтен (56227)
83. Сен-Серван (56236)
84. Сен-Тюгдюаль (56238)
85. Сен-Тюрйо (56237)
86. Сент-Аллуестр (56204)
87. Сент-Брижитт (56209)
88. Сент-Еньян (56203)
89. Сільфіак (56245)
90. Топон (56249)
91. Треорантек (56256)
92. Форж-де-Лануе (56102)